# Solariella iris
Solariella iris är en snäckart som först beskrevs av Dall 1881.  Solariella iris ingår i släktet Solariella och familjen pärlemorsnäckor. Inga underarter finns listade i Catalogue of Life.